# Raphaël Fejtö
Raphaël Fejtö (Párizs, 1974. szeptember 17. –) francia színész, író, forgatókönyvíró, filmrendező.
Fejtő Ferenc francia-magyar történész, kritikus, Széchenyi-díjas író, baloldali publicista unokája.

## Pályafutása
12 évesen beválogatták Louis Malle Viszontlátásra, gyerekek! című filmdrámája főszereplőjének. A BAFTA-díjas, hétszeres César-díjas és kétszeres Oscar-díj jelölt alkotás egy csapásra ismertté tette.
Ez maradt az egyetlen filmszerepe, de fogékony lett a művészetek, különösen a film iránt, ezért 22 évesen megírta, rendezte a 56 fois par semaine (1996), majd az Osmose (2004) és a l'Âge d'Homme, Maintenant ou Jamais (2007) című filmeket, első alkotásának maga volt a producere és főszereplője is.
Raphaël Fejtö rendszeresen illusztrál és ír gyermekkönyveket. Még csak 13 éves volt, amikor közölték Vous jurez de dire la vérité, toute la vérité, rien que la vérité sur votre classe de sixième (Esküsztök, hogy az igazat, a teljes igazat, csakis az igazat mondjátok a hatodik osztályról) című önéletrajzi könyvét. Húszévesen szakácskönyvet jelentetett meg La cuisine, c’est cool (A főzés az cool) címmel. Az École des loisirs kiadó több, mint húsz könyvét jelentette meg, köztük a leghíresebbek: Le Vélo de Jo (Jo kerékpárja), Petit George (Kis George) és Roro le Pompier (Roro a tűzoltó). Egyes könyveit anyja, Nadja Fejtö illusztrálja.

## Külső hivatkozások
- Raphaël Fejtö a PORT.hu-n (magyarul)
- Raphaël Fejtö az Internetes Szinkronadatbázisban (magyarul)
- Raphaël Fejtö az Internet Movie Database-ben (angolul)